# René Gómez Manzano
René de Jesús Gómez Manzano, (La Habana, 19 de diciembre de 1943) es graduado en Derecho en las Universidades de Moscú y La Habana. Ejerció como Abogado de Oficio ante el Tribunal Supremo (1985-95). Periodista independiente. Presidente de la Corriente Agramontista, y desde febrero de 2013, fue miembro de Comité Coordinador de la Unión Patriótica de Cuba, hasta febrero del 2015, actualmente es uno de los Vicecoordinadores de la Mesa de Coordinación dentro de Cuba del Encuentro Nacional Cubano, coalición política que agrupa a más de 60 organizaciones anticastristas al interior de la Isla y el exilio.
Es un disidente cubano especialmente conocido por su ensayo "La Patria es de Todos", que él coescribió con Martha Beatriz Roque, Vladimiro Roca y Félix Bonne Carcasés, y también por sus constantes estancias en prisión por mandato del gobierno cubano, siendo considerado prisionero de conciencia. Amnistía Internacional le ha denominado prisionero de conciencia en numerosas ocasiones ya desde 1994, cuando militaba en el Consejo Nacional por los Derechos Civiles (CNDC).

## Historia
Gómez Manzano nació en La Habana, Cuba. A la edad de once años, fue enviado por sus padres a estudiar en la región de los Montes Apalaches de los Estados Unidos. Luego obtuvo una beca para estudiar en la Universidad Patricio Lumumba de Moscú, donde estudió Derecho Internacional. Como resultado de sus viajes obtuvo fluidez en los idiomas español, Ruso, Inglés y Francés. Se declara católico y ávido jugador de ajedrez.
Abogado defensor en ejercicio, entró en la disidencia cuando comenzó a defender con éxito a presos políticos a finales de 1980. Fue cofundador de la Corriente Agramontista de abogados cubanos independientes en 1990, una organización de abogados dispuestos a demandar al Estado para encauzarlo a cumplir sus propias leyes.
El 6 de agosto de 1994 fue arrestado y detenido junto a otros activistas que Amnistía Internacional denominó como "presos de conciencia que no habían participado en hecho violento alguno pero que fueron seleccionados en represalia por sus conocidas opiniones antigubernamentales". Amnistía lo clasificó desde entonces un preso de conciencia.
En 1997, la American Bar Association le otorgó su Premio Internacional de Derechos Humanos, pero Gómez Manzano no pudo viajar a recibirlo debido a su detención.

### El Grupo de los Cuatro
Con este nombre se conoce al grupo de 4 personas que en el año 1997 crean el Grupo de Trabajo de la Disidencia Interna para analizar la Situación Socio-Económica Cubana, junto a Martha Beatriz Roque, Vladimiro Roca y Félix Bonne Carcassés. Fue el grupo responsable de crear el papel La Patria es de Todos, un análisis sobre el Quinto Congreso del Partido Comunista Cubano en dicho año, y donde solicitaban abandonar el sistema dictatorial y que se respetasen los derechos humanos en Cuba.
Por este manifiesto, tal y como se extrae de Amnistía Internacional «los componentes del "grupo de los cuatro",  todos ellos pertenecientes al Grupo de Trabajo de la Disidencia Interna para el Análisis de la Situación Socio-Económica Cubana, fueron declarados culpables en marzo de 1999 del cargo de "sedición" en aplicación de la legislación sobre Seguridad del Estado (artículos 100C y 125C del Código Penal de Cuba). Vladimiro Roca Antúnez fue condenado a cinco años de prisión, René Gómez Manzano y Félix Bonne Carcasés a cuatro años de prisión y Martha Beatriz Roque Cabello a tres años y seis meses de prisión.» Los Estados Unidos, la Unión Europea y la Santa Sede hicieron sendos llamamientos para su liberación y la expectación sobre este caso de prisioneros de conciencia fue mundial. Amnistía, así mismo, declaró en el momento de su detención que «Estas detenciones demuestran claramente que el gobierno no tolera ninguna forma de disidencia a medida que se aproxima la celebración, este mismo año, del Quinto Congreso del Partido Comunista Cubano ‒ha afirmado la organización‒. Estas personas han sido detenidas sólo por criticar documentos oficiales del gobierno, por lo que son presos de conciencia». René Gómez Manzano estuvo en prisión desde 1997 hasta el 24 de mayo de 2000, cuando fue liberado sin explicación alguna. El resto fueron liberados por dichas fechas, a excepción de Vladimiro Roca Antúnez, que tuvo que esperar al año 2002.
El Grupo de los Cuatro publicaron otro ensayo, titulado "Las facetas sociales", justo cuando el presidente Fidel Castro se encontraba asistiendo a una cumbre en Panamá. El ensayo dejaba entrever que la educación cubana estaba diseñada para adoctrinar a los niños, que muchos niños estaban desnutridos por la escasez de alimentos, y que a los extranjeros en Cuba se les permitían privilegios, tales como automóviles, ordenadores y teléfonos móviles a los que no podían acceder los cubanos.

### Activismo posterior
René Gómez Manzano era un crítico del Proyecto Varela y la recogida de firmas que pretendía Oswaldo Payá para ser presentadas en la Asamblea Nacional del poder popular y comenzar el proceso de un referéndum por las libertades civiles. Argumentaba que a su juicio la oposición no tenía nada que esperar de un Parlamento compuesto mayoritariamente por militantes del Partido Comunista. De hecho, al presentarse las 25.000 firmas documentadas del Proyecto Varela (10.000 eran las necesarias), y tras generarse una expectación mundial al respecto, el Gobierno reaccionó deteniendo y encarcelando al Grupo de los 75, especialmente a aquellos que habían sido más activos recabando firmas para la presentación de la proposición de Ley entre la población.
El 22 de julio de 2005, René Gómez Manzano junto a otras treinta personas, muchos de ellos declarados prisioneros de conciencia fueron detenidos cuando se dirigían y en el transcurso de una manifestación pacífica en La Habana, tal y como documentó Amnistía Internacional. Se conmemoraba el desastre del remolcador “13 de Marzo” en 1994, en el que 35 personas murieron cuando intentaban huir de Cuba y su embarcación fue embestida, según informes, por barcos de las autoridades cubanas. En 2006, Amnistía Internacional seguí solicitando su liberación como prisionero de conciencia. Sin cargos, fue retenido en prisión 18 meses, durante los cuales protagonizó dos huelgas de hambre, hasta el 9 de febrero de 2007. Cuando René Gómez Manzano salió de prisión, aún quedaban otros 20 detenidos en prisión cuyo origen fue la manifestación de julio de 2005. Siéndole prohibido ejercer la abogacía en Cuba, declaró que, sin embargo, "no voy a cambiar o abandonar mis ideas". Declaró a los periodistas que tenía la intención de continuar en Cuba con su activismo, y aseguró que el cambio llegaría "más pronto que tarde".

### Situación actual
En la actualidad, y desde abril de 2012, René Gómez Manzano escribe en su blog de Internet Blog de René Gómez Manzano y es miembro de ALDECU (Alianza Democrática Cubana) junto a varios activistas de derechos humanos prominentes, como Gisela Delgado Sablón, Guillermo (Coco) Fariñas Hernández, José Daniel Ferrer García, Iván Hernández Carrillo, Félix Navarro Rodríguez, Héctor Palacios Ruiz y Elizardo Sánchez Santacruz Pacheco.
Así mismo, en febrero de 2013 fue nombrado Miembro del Consejo Coordinador de la Unión Patriótica de Cuba (UNPACU), organización que lidera al conjunto de la disidencia y con presencia ahora en toda Cuba gracias a la incorporación de la organización FANTU, de Guillermo Fariñas, Elizardo Sánchez Santacruz-Pacheco, 8 de los 12 presos del Grupo de los 75 que no se exiliaron al extranjero y numerosas personalidades de la disidencia cubana.